# Lydië
Lydië, Akkadisch URULu-ú-du, was in de klassieke oudheid een koninkrijk dat in het huidige Turkije lag. Het besloeg een groot deel van Anatolië en Sardes was de hoofdstad. Andere belangrijke steden waren er Troje, Smyrna, Efeze en Milete. Er is over de vroegste geschiedenis maar weinig bekend en veel van wat er bekend is, is overgeleverd in mythen. Het land heette volgens Herodotus eerst Maeonië, maar werd later naar Lydus Lydië genoemd.
Lydië was een rijk land en er werd goud gedolven. Het was een van de eerste landen, die munten sloegen.  Deze uitvinding werd direct door Milete en Efeze overgenomen, twee Griekse kuststeden die nauw contact met Lydië onderhielden. Lydië was voor de oude Grieken lange tijd het toonbeeld van luxe en rijkdom. De Grieken namen ook de Lydische muziek over. De Lydiërs waren volgens Herodotus ook de uitvinders van dobbelstenen, het bikkelspel en andere balsporten. Die werden bedacht om de ellende van achttien jaar hongersnood te verlichten, door om de andere dag te eten en te spelen. Er heerst een mild klimaat.
De grenzen van Lydië varieerden door de eeuwen heen. Eerst werd het door Mysia maior, Karië, Frygië en Ionië begrensd. Gyges breidde het rijk naar het noorden uit, in de richting van de Bosporus. Het groeide onder Alyattes II en zijn zoon Croesus groeide het uit tot een van de machtigste staten in het westen en controleerde bijna heel Anatolië ten westen van de rivier Halys, behalve Lycië. Lydië eiste tribuut van de veroverde steden, maar liet de economie ongemoeid, zodat het handelsverkeer niet werd verstoord. Cyrus II versloeg in 548 v.Chr. Croesus na een beleg van veertien dagen. Croesus werd eerst tot de brandstapel veroordeeld, maar werd daarna toch mild behandeld. Lydië werd een satrapie in het Perzische Rijk. De ondergang van Lydië is onder andere door Herodotus beschreven in zijn Historiën. 

## Monarchen
De jaartallen en de meeste namen zijn gebaseerd op het eerste hoofdstuk van de Historiën van Herodotus. De oudere koningen zijn waarschijnlijk niet historisch. Er wordt ook over de gegeven, latere jaartallen getwijfeld.
Atyaden
De Atyaden worden afhankelijk van de bron ook Tantaliden genoemd en worden onder de Mythische dynastie gerekend.
- Manes
- Atys
- Lydus

Tyloniden
De naam Tyloniden kwam van de slavennaam Tylos. Ze worden ook de Heracliden genoemd en vallen onder de deels mythische dynastie.
- Omphale – wellicht de stammoeder, want zij kocht Herakles als minnaar
- Agron 1221 v.Chr. - onbekend – zoon van Ninus, zoon van Belus, zoon van Alcaeus, zoon van Herakles
- 17 onbekende koningen
- Ardysus I 798-759 v.Chr.
- Alyattes I 759-745 v.Chr.
- Meles 745-733 v.Chr.
- Candaules 733-716 v.Chr.

Mermnaden
Zij tellen als een historische dynastie.
- Gyges 716-678 v.Chr.
- Ardysus II 678-629 v.Chr.
- Sadyattes 629-617 v.Chr.
- Alyattes II 617-560 v.Chr.
- Croesus 560-546 v.Chr.

Bithynië · Cappadocië · Carië · Cilicië · Dorische hexapolis · Eolië · Frygië · Galatië · Ionië · Lycaonië · Lycië · Lydië · Mysië · Pamfylië · Paflagonië · Pisidië · Pontus · Troas